# Klaus Schneewind
Klaus Alfred Schneewind (* 19. Oktober 1939 in Nürnberg) ist ein deutscher Psychologe und emeritierter Professor an der Ludwig-Maximilians-Universität München. Der Schwerpunkt seiner Arbeit liegt im Bereich der Persönlichkeitspsychologie und der Familienpsychologie.

## Akademische Laufbahn
Nach dem Studium der Psychologie arbeitete Schneewind von 1964 bis 1970 als wissenschaftlicher Assistent an der Universität Erlangen-Nürnberg. In diese Zeit fiel seine Promotion zum Dr. phil. mit einer Arbeit über Selbst- und Fremdeinschätzung der Sprechstimme. Unterbrochen wurde die Tätigkeit in Nürnberg durch einen Forschungsaufenthalt bei Raymond B. Cattell an der University of Illinois.
1970 wurde Schneewind Professor für Psychologie an der Universität Trier. 1977 erhielt er einen Lehrstuhl für Persönlichkeitspsychologie, Psychologische Diagnostik und Familienpsychologie in München. Seit Frühjahr 2008 ist Schneewind emeritiert.

## Forschungsinteressen
Forschungsarbeiten Schneewinds betreffen Bedingungen funktionierender Paarbeziehungen, Auswirkungen von Erziehungsstilen und spezielle Aspekte der Familienpsychologie wie Kinderwunsch und Kinderlosigkeit. In einer 16-jährigen Längsschnittuntersuchung erforschte er die Entwicklung von generalisierten Kontrollüberzeugungen unter unterschiedlichen familiären Bedingungen. Schneewind, selber Familientherapeut, widmet sich außerdem der Entwicklung und Evaluation von Methoden der Familientherapie und -beratung. Eine Vorreiterrolle hatte Schneewind mit einem Forschungsprojekt zu psychosozialen Aspekten der Lebendnierenspende.

## Auszeichnungen
- Hugo-Münsterberg-Medaille des Berufsverbands Deutscher Psychologinnen und Psychologen (BDP), 2007
- Bundesverdienstkreuz am Bande, 2013

## Veröffentlichungen
Lehrbücher und praktische Leitfäden:
- Familienpsychologie. 3. überarbeitete und erweiterte Auflage, Kohlhammer, Stuttgart 2010, ISBN 978-3-17-018214-1
- Persönlichkeitstheorien. 2. Auflage, Primus, Darmstadt 1996, ISBN 3-89678-990-2

Der interaktive Elterncoach „Freiheit in Grenzen“ liegt in drei Bänden vor; jedem Band ist eine DVD beigefügt: 
- Kinder im Vorschulalter kompetent erziehen. Huber, Bern 2009, ISBN 978-3-456-84585-2 (mit Beate Böhmert)
- Kinder Im Grundschulalter kompetent erziehen. Huber, Bern 2008, ISBN 978-3-456-84514-2 (mit Beate Böhmert)
- Jugendliche kompetent erziehen. Huber, Bern 2009, ISBN 978-3-456-84586-9 (mit Beate Böhmert)

Sonstige Veröffentlichungen:
- Familie und Gewalt. In R. Nave-Herz (Hrsg.), Kontinuität und Wandel der Familie in Deutschland (2. Aufl., S. 131–157 ). Stuttgart: Lucius & Lucius, 2002
- Familienentwicklung. In R. Oerter & L. Montada (Hrsg.), Entwicklungspsychologie (5. Aufl., S. 105–127). Weinheim: Psychologie Verlags Union, 2002
- mit S. Ruppert: Familien gestern und heute: ein Generationenvergleich über 16 Jahre. München: Quintessenz, 1995. ISBN 3861283352
- Lukesch, H., Perrez, M. & Schneewind, K.A. (Hrsg.). (1980). Familiäre Sozialisation und Intervention. Bern: Huber. ISBN 3456808577.